# Hospicjum bł. ks. Michała Sopoćki w Wilnie
Hospicjum bł. ks. Michała Sopoćki w Wilnie (lit. Palaimintojo Kunigo Mykolo Sopočkos hospisas Vilniuje) – instytucja opieki paliatywnej w Wilnie. Pierwsza taka placówka na Litwie.

## Historia
Założone w Światowy Dzień Chorego 11 lutego w 2009 roku przez polską siostrę zakonną Michaelę Rak, która od tamtego czasu pełni także funkcję dyrektor placówki. Od 2012 roku mieści się w odremontowanej placówce. Początkowo liczyło 16 łóżek.
Placówka jest odwiedzana przez polityków Litwy i Polski. W 2016 roku hospicjum wizytowała ówczesna prezydent Litwy, Dalia Grybauskaitė, a w 2019 roku przez pierwszą damę Polski Agatę Kornhauser-Dudę i pierwszą damę Litwy, Dianę Nausėdienė.
Od 15 lutego 2020 roku hospicjum ma także oddział dziecięcy, w którym może przyjąć 12 dzieci.
Obecnie jest wspierane przez prywatnych darczyńców, kasę chorych i sponsorów, m.in. Fundację „Pomoc Polakom na Wschodzie”, PKN Orlen, litewski oddział Orlen Lietuva, Stowarzyszenie „Wspólnota Polska”, Międzynarodowy Festiwal Poezji „Maj nad Wilią” w Wilnie.